# Oompa Loompa
 (avril 2008).
Si vous disposez d'ouvrages ou d'articles de référence ou si vous connaissez des sites web de qualité traitant du thème abordé ici, merci de compléter l'article en donnant les références utiles à sa vérifiabilité et en les liant à la section « Notes et références ».
Les Oompa Loompas sont des créatures de fiction présentés dans les romans Charlie et la Chocolaterie (1964) et Charlie et le Grand Ascenseur de verre (1972) de Roald Dahl.

## Description
C'est une tribu d'Afrique dans la version de 1964, mais dans la version de 1971, ils viennent de « Loompaland », qui est une région de « Loompa », une petite île isolée située dans l'océan Pacifique. Ce sont les seules personnes que Willy Wonka autorise à travailler dans son usine en raison du risque d'espionnage industriel.
Les Oompa Loompas sont notamment des mâles de petite taille avec une coiffure étrange (les livres mentionnent également des femelles vêtues de feuilles) et ils sont payés en fèves de cacao, leur nourriture favorite. Les Oompa Loompas chantent et dansent à plusieurs reprises dans les deux livres et dans le film de 2005.
Dans les films Charlie et la Chocolaterie (1971), ils sont de couleur orange avec des cheveux verts.
Dans le film Charlie et la Chocolaterie (2005), réalisé par Tim Burton, les Oompa Loompa sont joués par l'acteur Deep Roy.
Dans le film Wonka (2023), réalisé par Paul King, un d'entre eux, surnommé Colosse (Lofty en VO), est joué par Hugh Grant. Comme le premier, ils sont une nouvelle fois orange avec des cheveux verts, comme pour la version de 1971.

## Économie des Oompa Loompa
L'« économie des Oompa Loompas » décrit le fait qu'être heureux en travaillant suffise à compenser toute rémunération pécuniaire. Le nom vient du fait que les Oompa-Loompas travaillent dur dans l'usine de Willy Wonka, et sont payés uniquement en fèves de cacao, ce qui a priori ne choque personne, puisqu'ils ont l'air heureux de travailler.